# Mudrá
A mudrá (szanszkrit mudrā, मुद्रा, jelentése „pecsét”, „jelzés” vagy „kézmozdulat”; tibeti csakgya, ཕྱག་རྒྱ་) szimbolikus vagy szertartásos kézmozdulat vagy kéztartás a hinduizmusban és a buddhizmusban. Egyes mudrákat ugyan egész testtel végeznek, de a legtöbb mudrá kéz- vagy ujjmozdulatot takar. A mudrá spirituális mozdulat, a hitelesség energetikai pecsétje, amelyet a dharma és a taoizmus hagyományaiban használnak az ikonográfiákban és a spirituális gyakorlatokban.
Száznyolc mudrát használnak a hagyományos tantrikus szertartásokban.
A jógában a mudrákat együtt használják a pránájámával (légzéses jógagyakorlat), általában padmászana, szukhászana vagy vadzsrászana ülésben, hogy a test bizonyos részeit serkentsék a légzés és a prána áramlásaival.
A lényekben áramló élet (prána) csatornáiban pszichikai, és fizikai okokból gátak alakulhatnak ki. Ezek a csatornák az ujjakon, a tenyéren, a lábakon, a fej tetején, és a gáton kapukban végződnek. Ezeken a kapukon keresztül kapcsolódik mindenki a Kozmosz végtelen energiájához. A mudrák segítségével meggyógyíthatjuk magunkat, erőt, vagy bölcsességet nyerhetünk.

## Ikonográfia
A mudrát a hindu és a buddhista művészetben használják a szent iratok szerint, mint például a Nátja-sásztra, amelyben 24 aszamjuta ("elválasztott", tehát csak "egykezes") és 13 szamjuta ("csatlakoztatott", tehát "kétkezes") mudrá szerepel. A mudrákat általában két kézzel és az ujjakkal végzik. Az ászanákkal ("ülőhelyzetek") együtt alkalmazzák statikusan a meditációk során, illetve dinamikusan a hindu nátja gyakorlatokban. Mindegyik mudrának speciális hatása van a gyakorlóra. A legjellemzőbb kéztartások megtalálhatók a hindu és a buddhista ikonográfiában. Egyes területeken, például Thaiföldön és Laoszban ezek valamelyest eltérnek a többitől, mégis ezek is illeszkednek az ikonográfiai konvencióikhoz.
Dzsamgon Kongtrul a Hevadzsra istenséghez fűzött kommentárjában azt írja, hogy a szimbolikus csontdíszeket (szanszkrit: asthiamudrá; tibeti: rusz pa'i rgyanl phyag rgya) úgy is nevezik, hogy "mudra" vagy "pecsét".

## Indiai klasszikus tánc
Az indiai klasszikus táncban a "haszta mudrá" (a szanszkrit haszta szó jelentése magyarul kéz) kifejezést használják. A Nátja-sásztra 24 mudrát, a Abhinaja Darpana pedig 28-at tartalmaz. Az indiai klasszikus tánc minden formájában hasonlatosak a mudrák, azonban az elnevezéseik és a használatuk eltérő lehet. 28 (vagy 32) mudrá gyök szerepel a bharatanatjam táncban, 24 a kathákali és 20 az odisszi táncban. Ezeket a gyököket ötvözik különféle módokon, például egy kézzel, két kézzel, karmozdulattal, test és arckifejezéssel együtt. A kathákali klasszikus táncban, amely a legtöbbféle kombinációt tartalmazza, mintegy 900-féle mozdulat-összetétel lehetséges. A szanjukta mudrákat két kézzel végzik, az aszanjuktákat csak egy kézzel

## Jógikus mudrák
A jógában szereplő mudrák ókori forrásai a Gheranda szamhitá és a Hatha jóga pradípiká. Ez utóbbi kiemeli a mudrák fontosságát a jógában:

Emiatt a Brahma ajtajának bejáratánál alvó nőnek folyamatos erőfeszítést kell tennie, hogy alaposan végezze a mudrákat.

A 20-21. században Szatjananda Szaraszvati jógmester, a bihár állami jógaiskola alapítója, kiemelte a mudrák fontosságát a jógagyakorlatokban.

### Alap mudrá: Csin mudrá

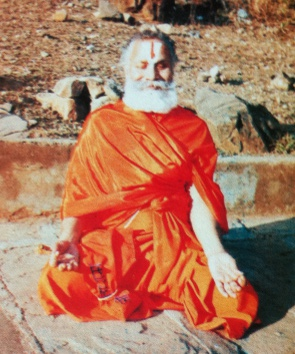
Rámabhadrácsárja a Mandakini-folyó partján meditál a csin mudrá szerinti összefont ujjakkal

Mindkét kéz hüvelyk és mutatóujja összeér egy kört formázva, a többi ujj nyújtva van. A kezek tenyérrel felfelé állnak a combokon vagy térdeken, miközben a gyakorló vadzsraszána pózban ül. Ez a mudrá aktiválja a rekeszizmot, mivel a rekeszizom belégzéskor kifelé nyomja a belső szerveket a medencecsont irányába. Az 5-2-4-2 ritmusú (5 a kilégzés és 4 a belégzés) lassú légzéstől prána befolyik a medence és a lábak irányába.

### Alap mudrá: Csinmaja mudrá
A hüvelyk és a mutatóujj tartása megegyezik a csin mudráéval, a többi ujj azonban ökölbe van hajlítva, úgy, hogy a mutatóujj nem behajlított része érintkezik a középső ujjal. A tenyerek itt is ég felé nézve nyugszanak a combon, miközben a gyakorló vadzsraszána pózban ül. Ez a mudrá aktiválja a bordákat, amelyek belégzéskor oldalirányban megnyúlnak. Az 5-2-4-2 ritmusú (5 a kilégzés és 4 a belégzés) lassú légzéstől prána beáramlik a törzsbe és a torokba.

### Alap mudrá: Adi mudrá
A hüvelykujj be van hajlítva a tenyérbe úgy, hogy érinti a kisujj tövét. A többi ujjak ráhajlanak a hüvelykujjra ökölszerűen. A tenyerek a combon pihennek lefelé nézve, miközben a gyakorló vadzsraszána pózban ül. Ez a mudrá aktiválja a mellizmokat, amely által a mellkas belégzésre kitágul. the chest expand forward on inhalation. Az 5-2-4-2 ritmusú (5 a kilégzés és 4 a belégzés) lassú légzéstől prána beáramlik a torokba és a fejbe.

### Alap tömörített mudrá: Brahma mudrá
A kezek úgy vannak, mint az Adi mudrában, csak a tenyerek felfelé néznek a köldök magasságában úgy, hogy a jobb és a bal kéz ujjpercei és az első ujjpercek érintkeznek. A gyakorló vadzsraszána pózban ül, a légzése teljes. Belégzéskor a rekeszizom leereszkedik, a bordák megnyúlnak és a mellizom előre mozdul. A kilégzés sorrendje azonos, amely által „hullámhatás” jön létre.

### Haladó tömörített mudrá: Prána mudrá
Ez a bonyolult mudrá légzési ciklusonként ötvözi a kéztartásokat és a szinkronizált mozgásokat meditáció közben. A gyakorló közben sziddhaszána pózban ül. Akár a mudrá egy légzésciklusa is jelentősen stimulálja a testet.

## Általános buddhista mudrák

### Abhaja mudrá

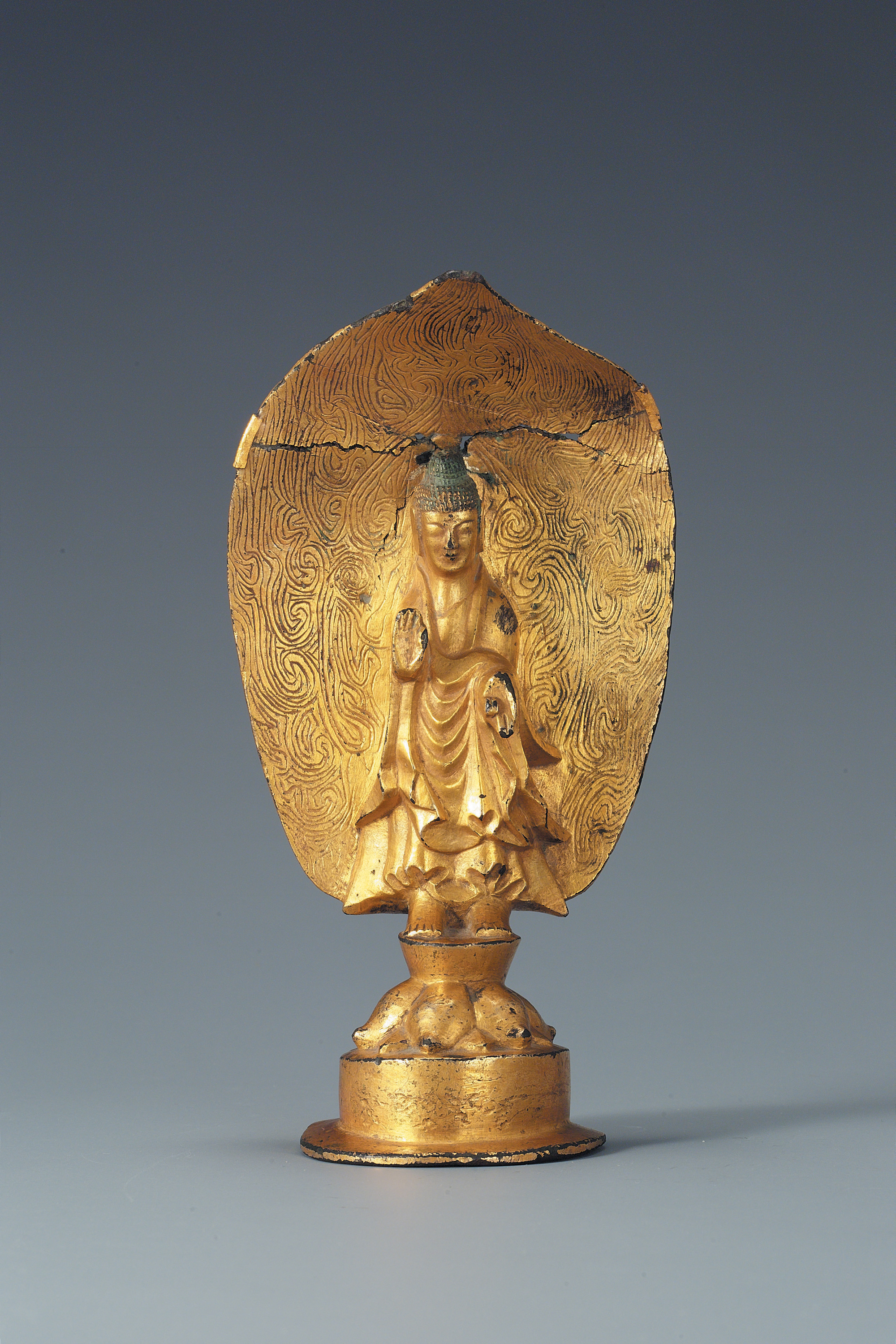
Korea 119. számú nemzeti kincse. A jobb kéz mutatja a félelemnélküliség mozdulatát, a bal kéz varada mudrában van (kívánság végrehajtó kéztartás)

Az abhaja mudrá ("a félelemnélküliség mudrája") a védelmet, a békét, a jóakaratot és a félelemnélküliség szimbolizálja. A théraváda hagyományban általában váll magasságig felemelik a jobb kezet, a kar hajlítva van, a tenyér előrefelé néz, az ujjak kinyújtva az ég felé mutatnak. A bal kar lent marad a test mellett. Thaiföldön és Laoszban ez a sétáló Buddha mudrája, amelynél mindkét kéz abhaja mudrát csinál. Ez a mudrá valószínűleg már a buddhizmus előtt is létezett a jó szándék szimbólumaként, amikor idegenek felé közeledtek és baráti szándékukat kívánták kifejezni. A Gandhára művészetében ezt a mudrát használták a prédikáció ábrázolásához. Kínában is használták az Vej és Szuj területeken a 4-7. században. Több freskón és kéziratban is szerepel egy történet ábrázolása, amelyben amikor egy elefánt rárontott Buddhára, ezzel a kézmozdulattal szelídítette le a feldühödött állatot. A mahájána irányzatban az északi iskolák istenségei gyakran párosították ezt a mudrát egy másik kézzel végzendő mudrával. Japánban, ennél a mudránál ha a középső ujj enyhén ki van nyújtva, az a singon szekta szimbóluma (japán: szemui-in; kínai: sivuvej-jin).

### Bhumiszparsa mudrá

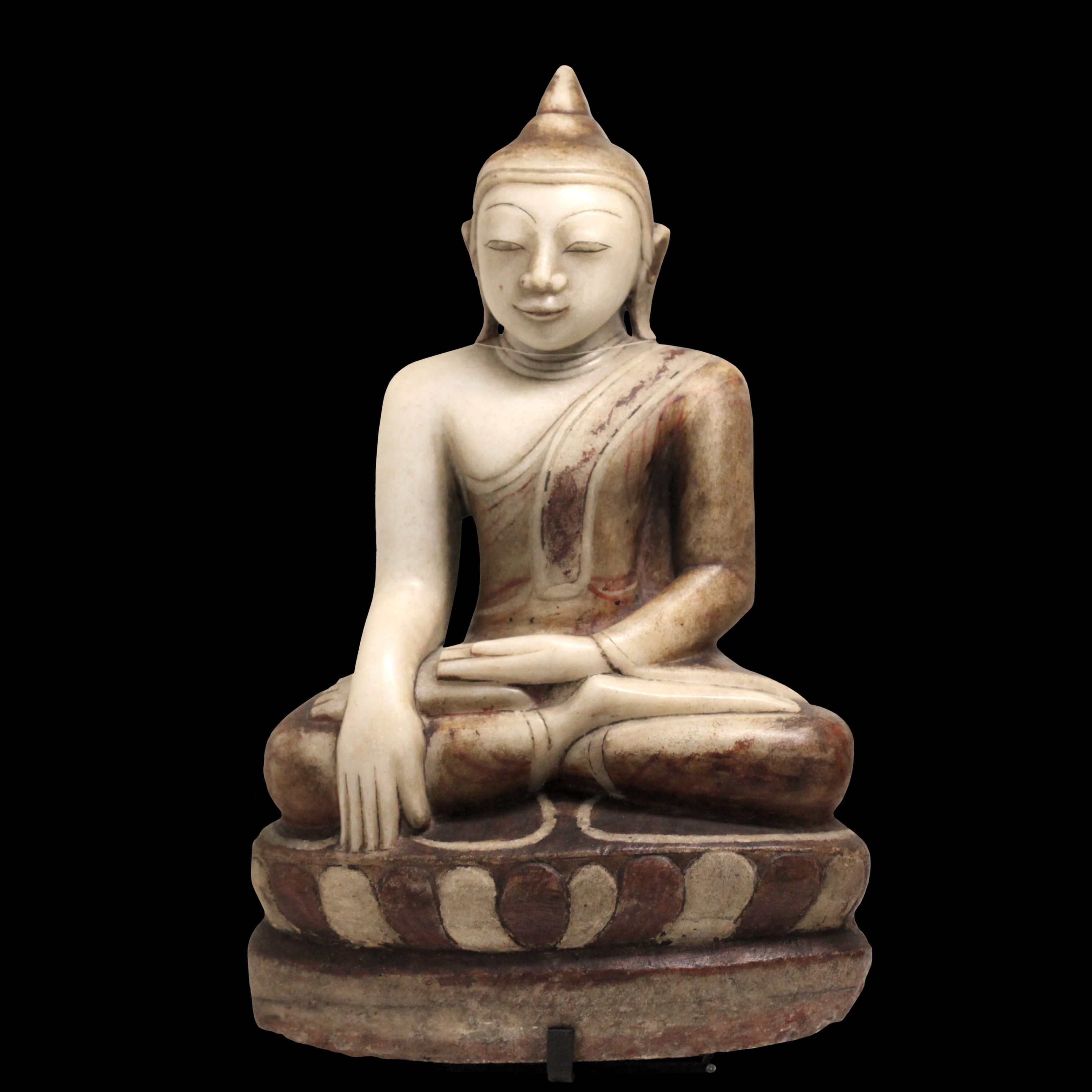
Buddha bhumiszparsa mudrá tartásban (hívja a Földet, hogy a tanúja legyen). Birmany, fehér márvány polikrómával díszítve, Lyon, Franciaország

A "Föld tanú" Buddha az egyik legáltalánosabb ikonikus ábrázolás a buddhizmusban, amelyben Buddha meditációs pózban ül, az ölében nyugvó bal kezén a tenyér felfelé néz, a jobb keze pedig előrefelé a Földet érinti. Ez Buddha megvilágosodásának pillanatát ábrázolja, ugyanis úgy tartják, hogy röviddel előtte rátámadott Mára démon szörnyek seregével, hogy elmozdítsák őt a bódhifa alatti ülőhelyéről. De Buddha nem mozdult el. Erre Mára serege azt mondta Buddhának, hogy „Én vagyok Mára tanúja! És ki a te tanúd?” Ekkor Buddha kinyújtotta a jobb kezét és megérintette a Földet, amely hatalmas hangon robajlott fel, hogy „Én leszek a tanúd!” Mára ezután feladta a küzdelmet és Buddha reggelre elérte a megvilágosodást.

### Dharmacsakra mudrá
A dharmacsakra mudrá Buddha életének egyik központi pillanatát ábrázolja, amikor a megvilágosodása után legelső tanítását adta, a Szárnáth város melletti Őzparkban. Általában csak Gautama Buddhát ábrázolják ebben a mudrában, vagy esetleg Maitréja Buddhát. Ez a mudrá a dharma kerekének megforgatását jelképezi. A dharmacsakra mudrában a két kéz vitarka mudrában összeér úgy, hogy a jobb tenyér előre, a bal pedig felfele néz, bár esetenként a mellkas felé is fordulhat.
Ennek több variánsa is létezik, mint például az adzsantai freskókon, ahol a kezek szét vannak választva és az ujjak nem érintkeznek. Gandhára indo-görög stílusában az ökölbe szorított jobb kéz látszólag ráfekszik a bal kéz hüvelykujjához érő ujjakra. A japán Hórjúdzsi festményein a jobb kéz a bal kézen helyezkedik el. Amitábha Buddha bizonyos ábrázolásaiban ez a mudrát használták a 9. század előtt. (japán: Tenbórin-in, Csikicsi-dzsó, Hosin-szeppó-in; kínai: csuan-falun jin)

### Dhjána mudrá

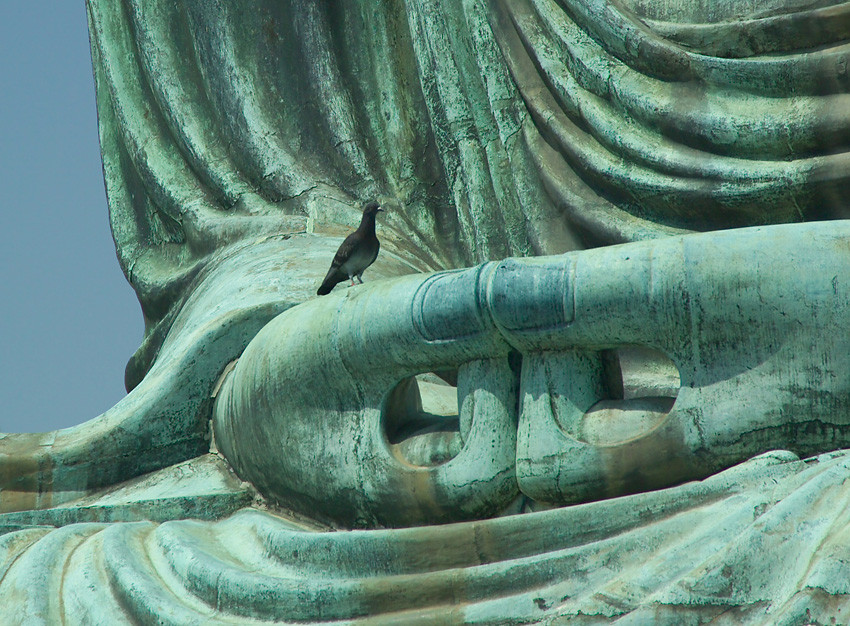
Amitábha szobor kezei a Kamakura városi Kótoku-in-ben

A dhjána mudrá ("meditációs mudrá", más néven szamádhi mudrá vagy jóga mudrá; japán: dzsó-in, dzsókai dzsó-in; kínai: ting jin) a „Jó törvény” és a szangha meditációjának kéztartása. Mindkét kéz az ölben van, a tenyerek felfelé néznek, a jobb kéz a balon pihen, a fekvő ujjak teljesen nyújtottak, a hüvelykujjak hegyei pedig érintkeznek. Így a kezek és az ujjak egy háromszöget formáznak, amely a spirituális tűz illetve a triratana (három drágaság) szimbóluma.
Ezt a mudrát Sákjamuni és Amitábha Buddha ábrázolásainál alkalmazzák, de olykor előfordul Bhaisadzsjaguru (Gyógyító Buddha) bizonyos megjelenítéseinél is, amelynél gyógyszeres edényt tart a kezében. Ez valószínűleg Indiából származik Gandhára korából, illetve Kínából a Vej-dinasztia korából. Ezt a mudrát jóval Buddha kora előtt is használták már a jógik koncentrációs gyógyító és meditációs gyakorlatok során.
Gyakorinak számít ez a kézmozdulat Délkelet-Ázsiában, a théraváda buddhizmusban, ahol viszont a hüvelykujjak a tenyér irányába fordulnak.

### Varada mudrá
A varada mudrā („kedvező mudrá” – japán: jogan-in, szegan-in, szejo-in; kínai: sijnan jin) felajánlást, üdvözlést, adakozást, adást, együttérzést és őszinteséget jelent. Szinte kizárólag a bal kéz tartása. A kar lehet akár hajlítva és az ajánló tenyér enyhén felfelé néz, illetve ha a kar lefelé áll, akkor az ujjak állnak felfelé vagy enyhén hajlítottak. A varada mudrát ritkán használják anélkül, hogy a jobb kéz egy másik mudrát végezne, amely általában az abhaja mudrá. Könnyű összekeverni a hasonló vitarka mudrával. Kínában és Japánban a Vej és az Aszuka-korban az ujjak még merevek voltak és csak később lazultak el a Tang-dinasztia korára, ahol az ujjak már természetesen hajlanak. Indiában az Avalókitésvara szobroknál alkalmazták ezt a mudrát a Gupta-korban a 4-5. században. Délkelet-Ázsiában nagyon népszerű ez a kéztartás.

### Vadzsra mudrá

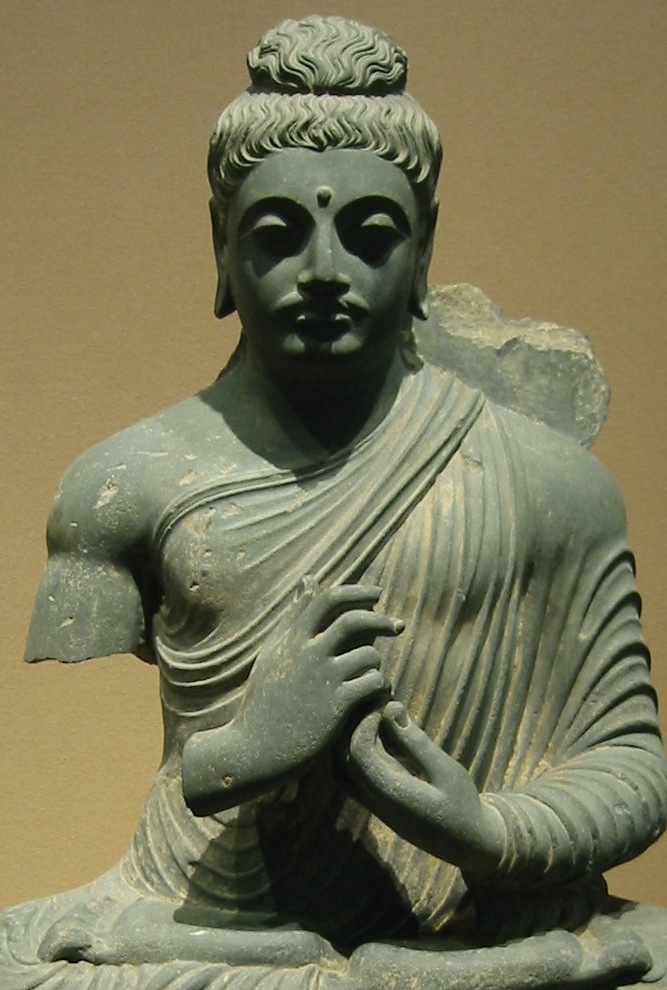
Vadzsra mudrá

A vadzsra mudrá ("mennydörgés mudrá") a tudás kéztartása. A jobb kéz enyhe ökölben van, de a mutatóujj kinyúlik felfelé. A bal kéz szintén laza ökölben van úgy, hogy körbeveszi a mutatóujjat. Ezt a mudrát alkalmazzák például a Kudzsi-in (kilenc szótagú pecsétek vagy mantrák) hetedik technikájának használata közben.

### Vitarka mudrá

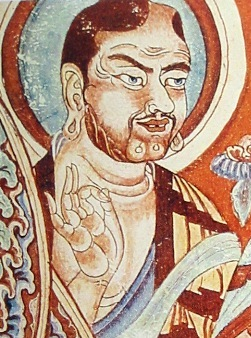
Vitarka mudrá, Tarim-medence, 9. század

A vitarka mudrá ("értekezés mudrá" – más néven pradzsnyálinganabhinaja, vjákhjána mudrá ("magyarázat mudrá"); japán: szeppó-in, an-i-in; kínai: anvej jin) a buddhista tanítások átadásának és az értekezés kéztartása. A hüvelykujj csucsai és a mutatóujjak találkoznak egy pontban, a többi ujj az abhaja és a varada mudrákhoz hasonlóan nyújtva vannak. Ennek a mudrának rengetegféle változata létezik a kelet-ázsiai mahájána buddhizmusban. Tibetben ez a tárák és a bodhiszattvák misztikus kéztartása.

### Dzsnyána mudrá
A dzsnyána mudrában ("bölcsesség mudrá") a hüvelykujjak és a mutatóujjak hegyei érintkeznek kört formázva és a tenyerek a szív felé néznek.Stutley 2003, p. 60

### Karana mudrá

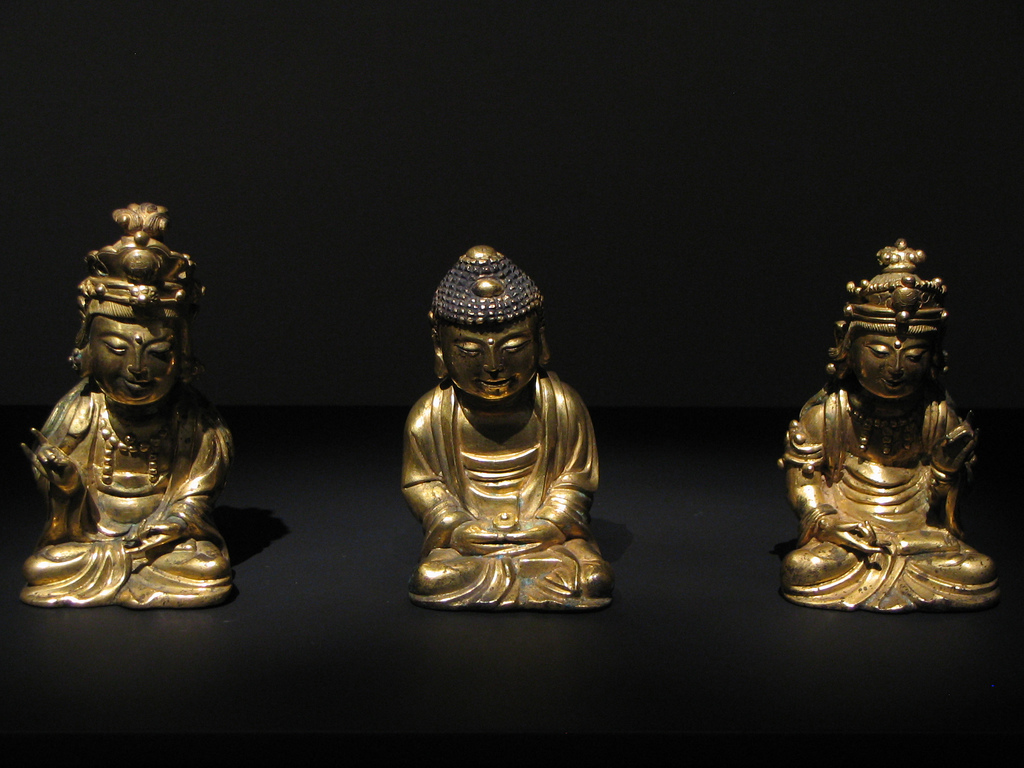
A bal oldalon karana mudrát végez a Csoszon-dinasztia korabeli alak

A karana mudrá (más néven: tardzsaní mudrá; japán: funnu-in, fudó-in) a démonok elűzésére és a negatív gondolatok, betegségek és egyéb akadályok leküzdésére szolgáló mudrá. A mutatóujj és a kisujj nyújtva a többi ujj hajlítva, azonban az ehhez hasonlatos nyugati „korna” kéztartással ellentétben, a hüvelykujj nem szorítja le a hajlított középső ujjakat.

## Külső hivatkozások
- Mudrák az indiai táncban (angolul)
- Mudrák – képgaléria Archiválva 2008. május 17-i dátummal a Wayback Machine-ben (angolul)
- Mudrák a buddhista hagyományban (angolul)
- A mudrákról (angolul)